# Phạm Thành Lương
Phạm Thành Lương (Ha Tay, 10 settembre 1988) è un calciatore vietnamita, centrocampista dell'Hà Nội T&T.

## Carriera

### Club
Gioca dal 2006 al 2008 all'Hà Nội ACB. Nel 2009 gioca al The Vissai N.B. Nel 2010 torna all'Hà Nội ACB, in cui milita fino al 2011. Nel 2012 si trasferisce all'Hà Nội. Nel 2013 passa all'Hà Nội T&T.

### Nazionale
Debutta in Nazionale l'11 giugno 2008, in Indonesia-Vietnam. Mette a segno la sua prima rete con la maglia della Nazionale l'8 dicembre 2008, in Malesia-Vietnam.

## Palmarès

### Club

#### Competizioni nazionali
- V League 1: 4

Hà Nội T&T: 2013, 2016, 2018, 2019
- Coppa del Vietnam: 2

Hà Nội T&T: 2019, 2020
- Supercoppa del Vietnam: 2

Hà Nội T&T: 2018, 2019